# Rosi McGinnity

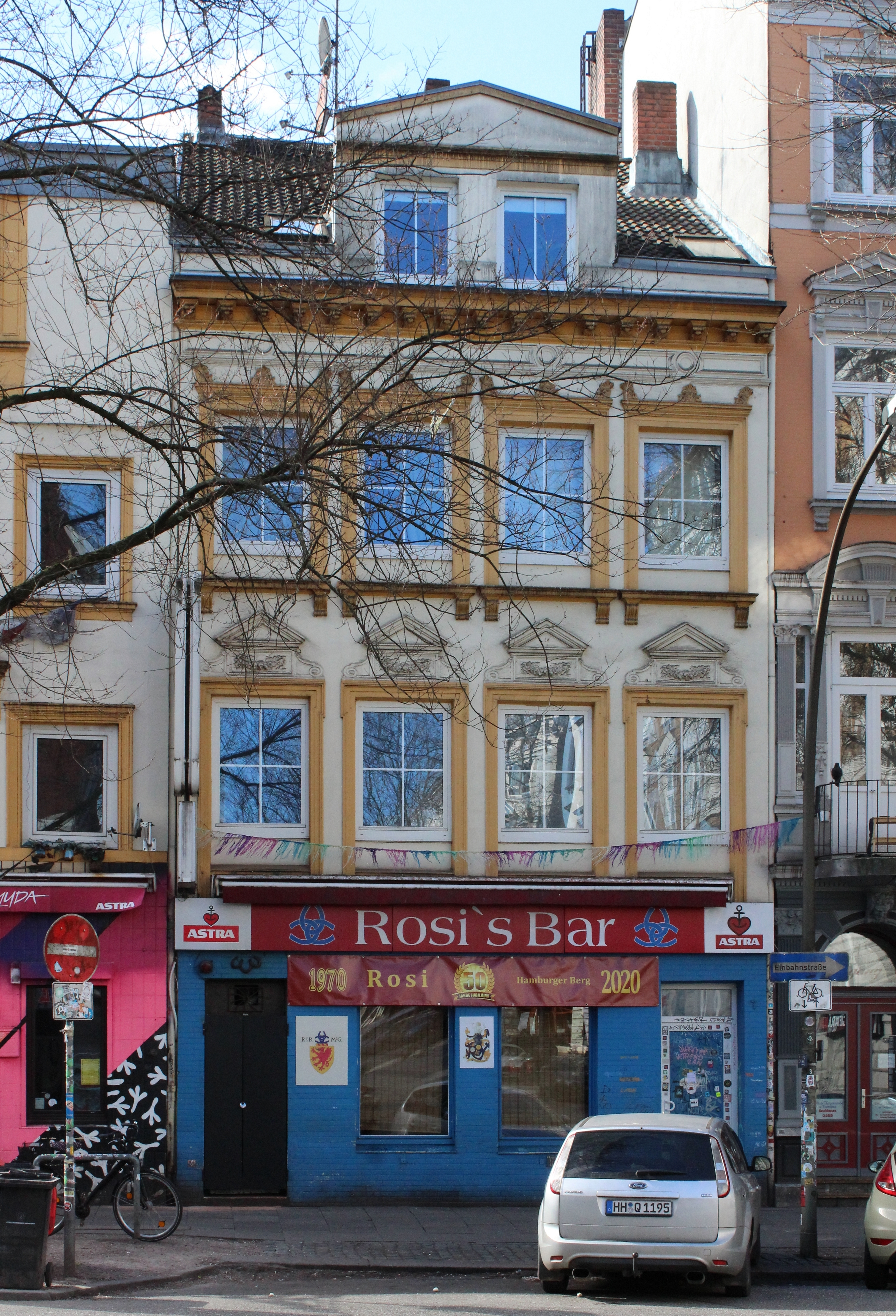
Rosi's Bar 2020

Rosi (Sheridan) McGinnity (geb. 1941 in Hamburg als Rosemarie Heitmann) ist eine Kiez-Wirtin in Hamburg-St. Pauli. Sie erlebte die frühe Geschichte des Rock ’n’ Roll und die Anfänge der Beatles in Hamburg mit.

## Leben
Rosemarie „Rosi“ Heitmann wuchs in Hamburg auf. Ihre Mutter starb, als sie fünf Jahre alt war. Ihr Vater Charlie Heitmann war tagsüber Schweißer auf einer Werft und verdiente sich nachts als Kellner im Tanzlokal Café Keese Geld, später wurde er selbst Gastwirt.
Nach acht oder neun Jahren Schulbesuch begann sie mit 15 zunächst in einer Schlachterei zu arbeiten, dann kellnerte sie in Bars und Diskotheken auf St. Pauli, wie dem Top Ten Club. Bruno Koschmider, der Wirt des Musikclubs Kaiserkeller, in dem Rosi Heitmann hinter dem Tresen stand, engagierte 1960 die damals unbekannte Begleitband von Tony Sheridan (McGinnity) aus Liverpool, die sich Beatles nannte und im Keller des Clubs auftrat. Rosemarie Heitmann wird als begeisterte Rock-’n’-Roll-Tänzerin in diesen Jahren beschrieben. Sheridan und sie wurden ein Paar. 1961 kam ihr gemeinsamer Sohn Richard zur Welt. Ein uneheliches Kind galt als Skandal, staatliche Fürsorge wurde der Mutter versagt. Auf St. Pauli, das sich seit 1955 zu einem Rotlichtviertel entwickelt hatte, fand Rosemarie Heitmann mit ihrem Sohn Unterkunft in einem Bordell. Ab dem Alter von einem Jahr wuchs das Kind bei ihrer Schwester auf. Nachdem Sheridan von seiner ersten Frau geschieden worden war, heiratete sie ihn 1965 und trägt seitdem den Namen Rosi McGinnity. Das Paar trennte sich 1969.
Im selben Jahr übernahm Rosi McGinnity von ihrem Vater das Lokal Drei Hufeisen am Hamburger Berg, einer Nebenstraße der Reeperbahn. Seit einer Renovierung 1971 heißt es Rosi’s Bar und wird bis heute (Stand: 2024) von Rosi McGinnity geführt. Der Stil der Inneneinrichtung mit ihren Holztäfelungen ist jedoch wie vor 50 Jahren geblieben. Die Bar wird von Touristen wie Anwohnern und Prominenten besucht. Die Punkrockband Rubbermaids widmete ihr den Song Rosie’s Bar.
Auf dem Jubiläumsfestival für die Beatles Come together im März 2020 auf der Reeperbahn trat Rosie McGinnity als Zeitzeugin auf und erzählte von ihrer gemeinsamen Zeit mit den Musikern.

## Dokumentarfilm
- Als der Rock ’n’ Roll nach Hamburg kam, mit Rosi McGinnity (45 Min.), Film von Pia Lüke, Folge 8 der Fernsehserie Unsere Geschichte, NDR 2012, Ausstrahlung ARD und ARTE 2016